# Хулагу
Хулагу́, Гулагу (1217 — 8 февраля 1265, Мераге, Южный Азербайджан ,    Государство Хулагуидов, Монгольская империя)— монгольский правитель и военачальник. Внук Чингис-хана, сын Толуя и Сорхахтани, брат каганов Мункэ и Хубилая. Основатель династии Хулагуидов, правившей в созданном им Иранском ильханстве в Передней Азии.

## Ранние годы
О детстве Хулагу не сохранилось никаких сведений, кроме анекдотического рассказа, приведённого Рашид ад-Дином. 
«Когда Чингис-хан возвратился после завоевания Средней Азии и дошёл до пределов своих орд, к нему вышли навстречу Кубилай-каан, которому было одиннадцать лет, и Хулагу-хан, которому было девять лет. Случайно в это время Кубилай-каан подбил зайца, а Хулагу-хан дикую козу в местности Айман-хой, на границе страны найманов, близ Имил-Кучина по ту сторону реки Хилэ [?], поблизости от области уйгуров. Обычай же монголов таков, что в первый раз, когда мальчики охотятся, их большому пальцу [на руке] делают смазку, то есть его натирают мясом и жиром. Чингиз-хан самолично смазал их пальцы. Кубилай-каан взял большой палец Чингиз-хана легонько, а Хулагу-хан схватил крепко. Чингиз-хан сказал: „Этот поганец прикончил мой палец!“».

## Ближневосточный поход

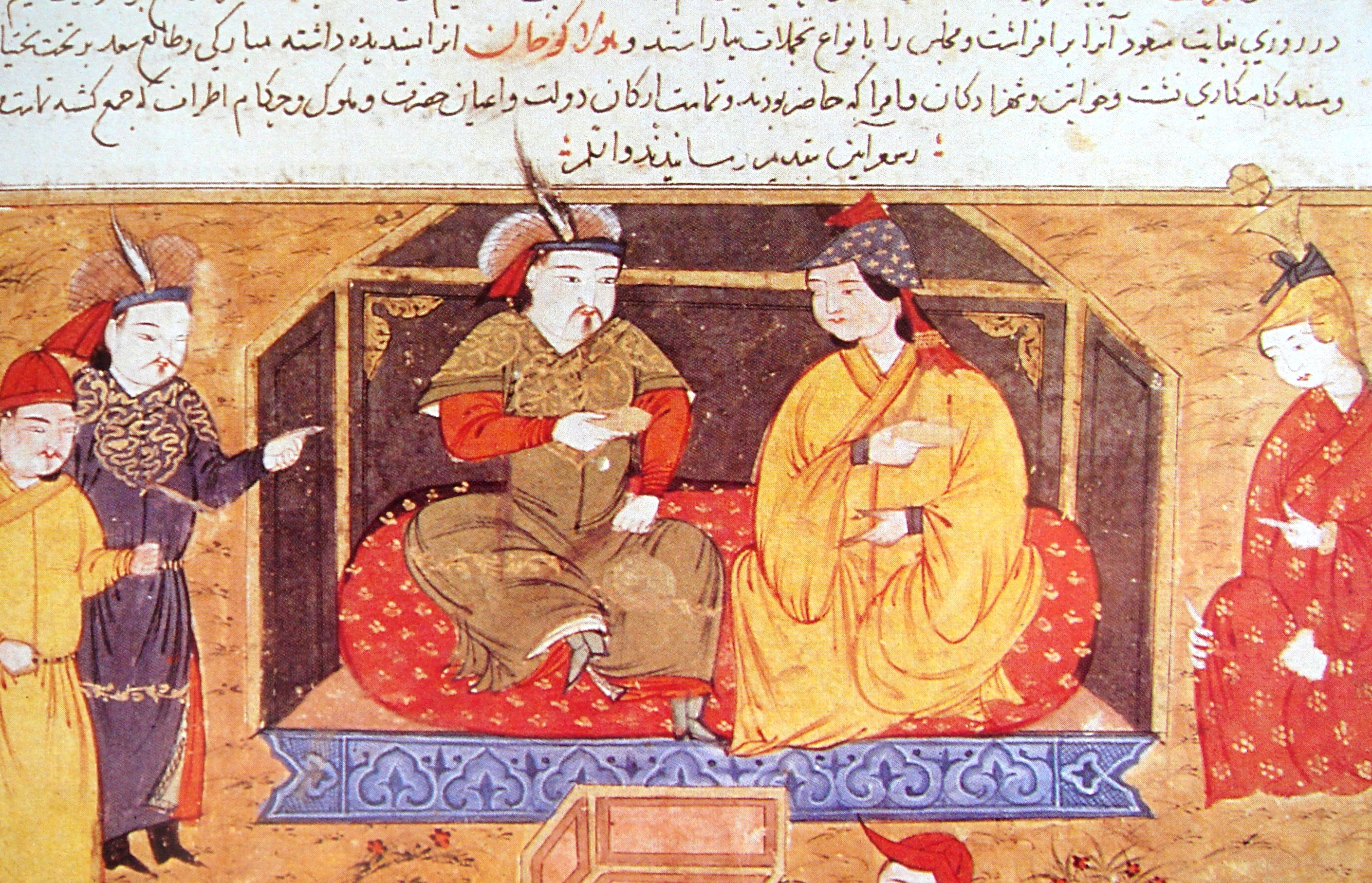
Хулагу и Докуз-хатун. Рукопись Джами ат-таварих, XIV век

Хулагу возглавил поход монголов на Ближний Восток и завершил монгольское завоевание Ирана, Ирака и сопредельных стран. В 1256 году разгромил государство исмаилитов в Иране, а в 1258 году под напором монголов рухнул халифат во главе с династией Аббасидов.
В 1259—1260 годах Хулагу воевал с Айюбидами в Сирии. В 1261 году Хубилай признал Хулагу правителем всех завоёванных территорий с титулом ильхана, то есть хана части государства.

### От Монголии до Персии
Хулагу покинул Монголию в октябре 1253 года, но двигался крайне медленно. В 1254 году он был в Алмалыке и Улуг-Иве у правительницы Чагатайского улуса Эргэнэ-хатун, а в сентябре 1255 года его принимал близ Самарканда монгольский наместник Мавераннахра Мас'уд-бек, сын Махмуда Ялавача. Такое неспешное движение было связано с противодействием главы Улуса Джучи Бату, который не желал пускать имперскую армию за Амударью, территорию за которой рассматривал как сферу влияния Джучидов. Не последнюю роль играла позиция Берке, брата Бату, который заявил: 
«Мы возвели Менгукана, и чем он воздаёт нам за это? Тем, что отплачивает нам злом против наших друзей, нарушает наши договоры… и домогается владений халифа, моего союзника… В этом есть нечто гнусное».
Мункэ не хотел ссориться с Бату, поэтому до смерти последнего (1255/1256) решительного наступления не предпринималось. Тем не менее, ещё в августе 1252 года из Монголии выступил авангард под командованием Кит-Буга-нойона численностью в 12 тысяч, который с марта 1253 года действовал против исмаилитов в Кухистане, осаждая крепость Гирдекух.

### Разгром низаритов

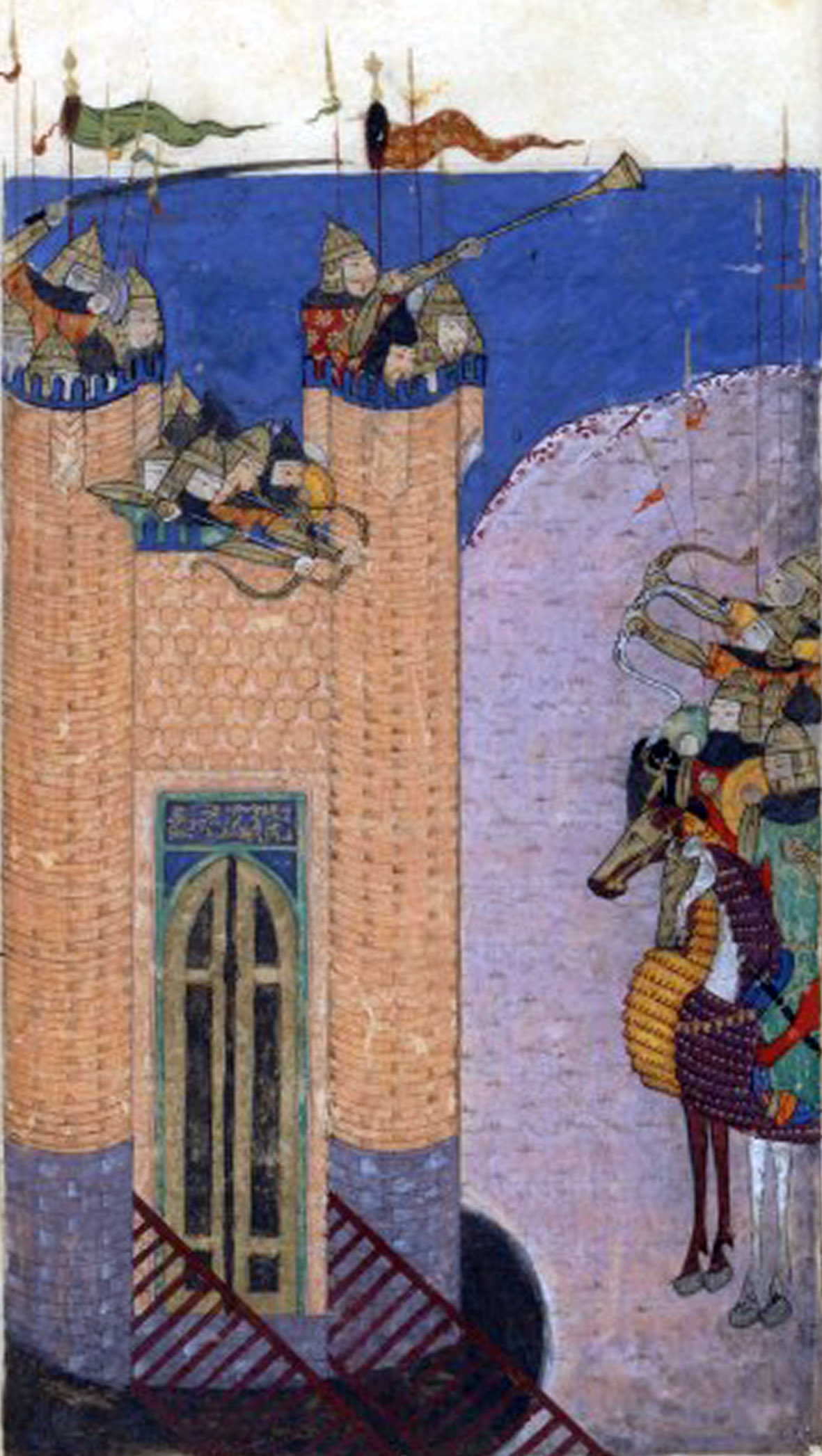
Осада Аламута. Миниатюра из Тарих-и-джехангуша Джувейни. Рукопись XV века, Шираз

В январе 1256 года Хулагу, пополнив свою армию джучидскими подразделениями, предоставленными Сартаком, форсировал Амударью и осадил низаритские крепости в Кухистане (Эльбурс). Не полагаясь лишь на военную силу, Хулагу начал и дипломатическое наступление, потребовав от имама низаритов Рукн-ад Дина Хуршаха капитуляции. Среди исмаилитов существовала промонгольская партия, к которой принадлежали известный персидский учёный Насир ад-Дин ат-Туси и врач Муваффик ад-Доулэ, дед Рашид ад-Дина, знаменитого министра государства Хулагуидов. Под влиянием этой партии Хуршах согласился сдать крепости в обмен на сохранение жизни и владений. Однако, как только Хулагу почувствовал, что Хуршах пытается выгадать время и затягивает переговоры, он начал штурм крепости Меймундиз, в которой находился имам. В итоге, Хуршах вынужден был сдаться. Хулагу отправил его в Монголию, к Мункэ, который должен был решить судьбу Хуршаха. По дороге, в Средней Азии, 9 марта 1257 года Рукн ад-дин Хуршах, видимо, по тайному приказу Мункэ, был убит. В то же время, Насир ад-дин ат-Туси стал советником и личным астрологом Хулагу.
Большинство исмаилитских крепостей в Кухистане сдалось без боя в течение года и было разрушено. Лишь немногие, в том числе знаменитый Аламут, капитулировавший 15 декабря 1256 года, оказали незначительное сопротивление. Сложнее всего пришлось монголам при осаде Гирдекуха, которая продлилась годы.
Историк Джувейни, служивший Хулагу, ознакомился с богатым книгохранилищем Аламута. Хранившаяся там рукопись «Сергузашт-и сейидна», посвящённая жизни Хасана ибн Саббаха, была использована Джувейни в своём сочинении. Ему удалось сохранить библиотеку от разграбления, однако он лично сжёг ту часть записей, где приводилась исмаилитская догматика.

### Завоевание Багдада

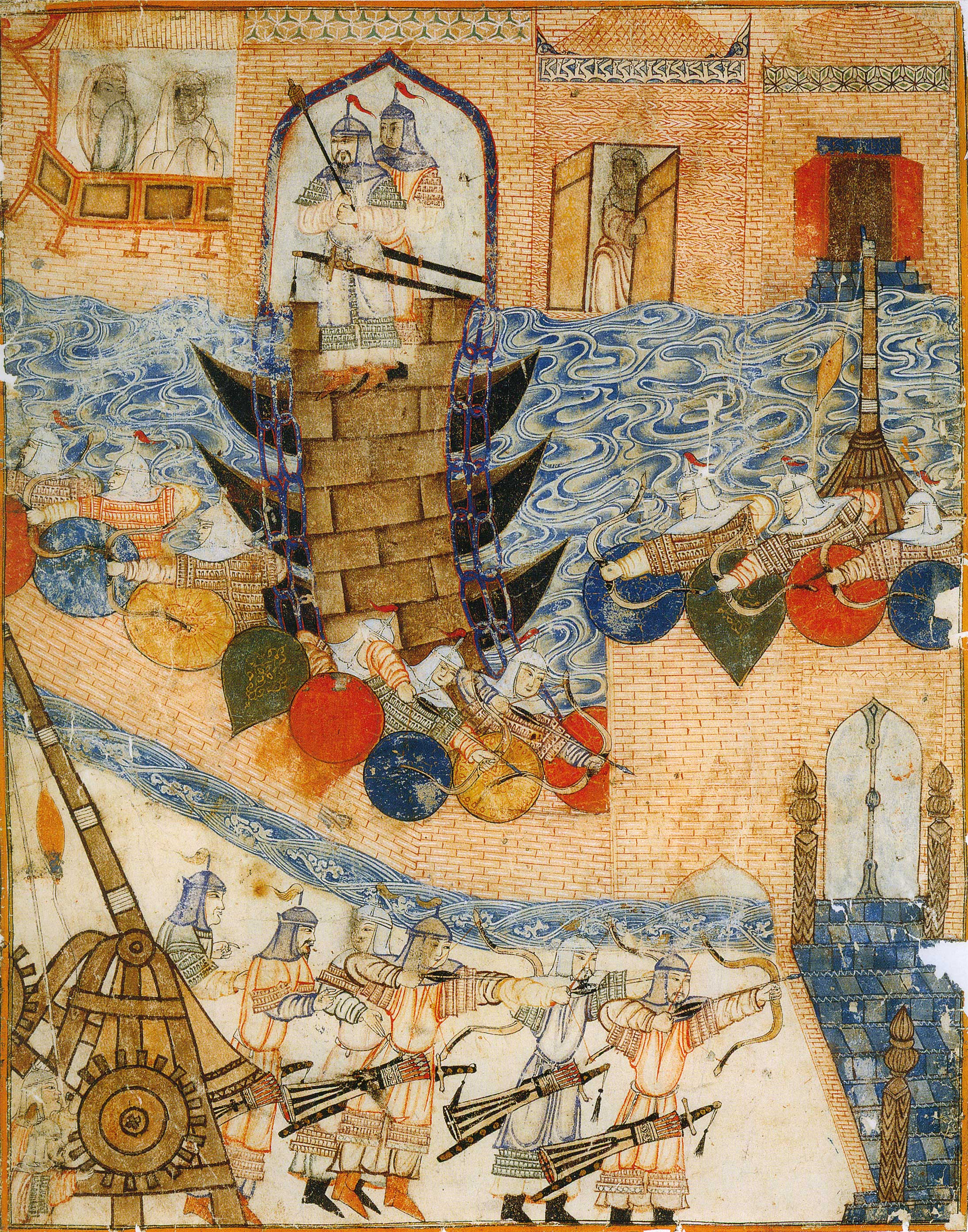
Падение Багдада. Иллюстрация к Джами ат-таварих Рашид ад-Дина

Покончив с низаритами, Хулагу потребовал покорности от багдадского халифа аль-Мустасима. Халиф, самонадеянно отвергнув ультиматум монгольского командующего, не располагал, однако, силами, чтобы ему противостоять. Среди сановников, окружавших халифа, не было единства по поводу мер, которые нужно предпринять для обороны страны. К тому же аль-Мустасим отказался выплатить жалование наёмному войску, и оно было распущено.
Полевая армия Аббасидов под командованием Фатх ад-Дина ибн Керра потерпела поражение на берегу Тигра от войск Байджу. В начале 1258 года Хулагу, Байджу и Китбука завершили окружение Багдада. Сперва в действие вступили осадные орудия, а затем начался штурм. К середине февраля город был в руках монголов. В начавшемся избиении жителей были пощажены христиане (по просьбе несторианки Докуз-хатун, старшей жены Хулагу) и евреи, которых монголы рассматривали как своих союзников, поскольку при халифах они были угнетаемы. Сдавшийся в плен аль-Мустасим по приказу Хулагу вынужден был показать тайные казнохранилища Аббасидских правителей, а затем, 20 февраля, был казнён. Визирю и сахиб-дивану, оставленным на своих постах, а также другим чиновникам, назначенным Хулагу, было приказано «восстановить Багдад, очистить город от убитых и мёртвых животных и вновь открыть базары». Бука-Темур был отправлен покорять южную часть Ирака Арабского и Хузестан.

### Хулагу на северо-западе Ирана
Из Багдада Хулагу двинулся на север, сначала к Хамадану, а затем — в Восточный Азербайджан, к Мараге, которую намеревался сделать своей столицей. Он принял здесь своего вассала Бадр ад-Дина Лулу, правителя Мосула. Ранее нойон Урукту был направлен для взятия города Ирбиль. Его правитель Тадж ад-Дин ибн Салайя покорился монголам, но защищавшие крепость курды отказались сдаться. Долгая осада успеха не принесла. Бадр ад-Дину было поручено захватить Ирбиль, что тот и сделал, когда летняя жара заставила курдов покинуть город.
Хулагу продвинулся к Тебризу, где в августе принял мусульманских властителей, прибывших выразить покорность и поздравить с победами, в частности Саада, сына атабека Абу Бакра из Фарса, и братьев Изз ад-Дина Кей-Кавуса II и Рукн ад-Дина Кылыч-Арслана IV из Конийского султаната.
Трофеи, захваченные при разгроме низаритов и аббасидов, были частью переправлены на хранение в замок на острове Шахи озера Урмия, частью — посланы великому хану Мункэ вместе с известиями о завоеваниях в Иране и Ираке и планами вторжения в Сирию.

### Сирийская кампания

Наступление монголов в Леванте (1260)

Решимость монгольского командующего вторгнуться в Сирию была, вероятно, подкреплена известиями о политической нестабильности в регионе, в частности, конфликтом между айюбидскими князьями и мамлюкским Египтом. Неизвестны причины, по которым Хулагу более года медлил начинать массированное наступление. Только 12 сентября 1259 года монгольская армия выступила на запад. В авангарде шли силы Китбуки, на правом крыле — Байджу и Шиктур, на левом — Сунджак, центром командовал сам Хулагу. Путь войск пролегал через горные пастбища Ала-Тага к востоку от озера Ван, Ахлат и горы Хаккяри к Диярбакыру. Затем Хулагу приступил к систематическому подчинению Джезиры. Монголы заняли Ахлат, разгромили в окрестных горах курдов. Ас-Салих Исмаил, сын Бадр ад-Дина Лулу, был послан на завоевание Амида, а Хулагу захватил Эдессу, Нисибин и Харран. Майяфарикин, осаждённый сыном Хулагу Юшумутом, держался до весны 1260 года.
В начале 658 года хиджры (начало года падает на 18 декабря 1259 года н. э.) монгольские войска при поддержке армянских, грузинских и сельджукских контингентов перешли Евфрат и заняли позиции в окрестностях Халеба. Наместнику ан-Насира Юсуфа аль-Муаззаму Туран-шаху было приказано сдать город. В ответ на его отказ 18 января 1260 года монголы осадили Алеппо. В осаде участвовали и войска христианских союзников Хулагу — Хетума Армянского и Боэмунда Антиохийского. Город был взят спустя неделю и подвергнут резне и разграблению, длившимся шесть дней. Цитадель держалась до 14 (по другим сведениям до 25) февраля. После взятия Хулагу неожиданно пощадил её защитников, но сами укрепления были разрушены. Хетум сжёг большую мечеть Халеба, сохранив яковитскую церковь. Хулагу вернул армянскому царю некоторые области и замки, отнятые у него халебскими правителями. Боэмунду были отданы халебские земли, бывшие в руках мусульман со времён Салах ад-Дина. Затем была взята крепость Харим к западу от Халеба, защитники которой были поголовно вырезаны за сопротивление; в живых остался лишь один армянский золотых дел мастер.
Пребывая близ Халеба, Хулагу принял посланников Хамы и Хомса, явившихся выразить покорность. Айюбидский правитель Хамы аль-Мансур Мухаммед тем временем покинул свой город, чтобы присоединиться к армии ан-Насира Юсуфа в Дамаске. Напротив, прежний правитель Хомса аль-Ашраф Муса, тайный союзник монголов, лишённый ан-Насиром Юсуфом владений, прибыл из Дамаска, чтобы лично подтвердить своё подчинение Хулагу, и в награду получил своё княжество из рук монгольского завоевателя обратно.
Айюбидский султан ан-Насир Юсуф, узнав о падении Халеба, отступил с войском от Дамаска на юг, намереваясь достичь Египта. Дамаск сдался монголам без боя, и 14 февраля (по другим сведениям — 1 марта) Китбука вступил в город, назначив там монгольского управляющего.
После получения известий о смерти великого хана Мункэ Хулагу с основной частью армии отступил в Закавказье (июнь 1260 года).

## Войны с Берке
В 1262 году против Хулагу выступил его двоюродный брат Берке, правитель Улуса Джучи. Идеологическим обоснованием войны была месть принявшего ислам Берке за казнённого по приказу Хулагу аббасидского халифа аль-Мустасима, однако причины конфликта лежали глубже. Джучиды претендовали на закавказские территории (Арран), обосновывая свои претензии завещанием Чингисхана. На деле власть в Закавказье до середины 1250-х принадлежала наместникам великого хана — Чормагану, а с 1243 года — Байджу, который противодействовал настойчивым попыткам Бату проводить свою политику в Южном Азербайджане и Малой Азии.
Бату по приказу великого хана Мункэ отправил к Хулагу около трёх туменов войска под началом Балакана, Тутара и Кули. Позже эти войска принимали участие и во взятии Багдада, и исповедовавший ислам Берке, ставший к тому времени правителем, не выразил явного неудовольствия по этому поводу. Лишь после того, как Хулагу отказался отдать джучидам Закавказье и Южный Азербайджан в качестве доли завоеваний, вражда между двоюродными братьями усилилась. В придачу к этому в начале 1260 в ставке Хулагу был казнён Балакан (правда, его судили с санкции Берке); внезапно скончались Тутар и Кули, у Берке были подозрения, что их отравили. Он приказал своим войскам возвращаться в Дешт-и-Кыпчак, а если не удастся — отходить в мамлюкский Египет.

### Сражение у Дербент-калуги
В названии этой битвы слово «калуга» является словом из монгольского языка, означающим: «застава».
Когда в августе 1262 года через Дербент в Ширван вторглось 30-тысячное конное войско под командованием Ногая, из Аладага выступила хулагуидская армия. Её авангард под командованием Ширемун-нойона спустя два месяца столкнулся с Ногаем у Шемахи и потерпел поражение. Но 14 ноября, когда к месту боевых действий подтянулись силы Абатай-нойона, джучидская армия была разгромлена у Шаберана, а Ногай бежал. Утром 8 декабря всё хулагуидское войско подошло к Дербенту. Сражение длилось весь день, и ордынцы в итоге отступили, оставив крепость.
Ширемун и Абатай, соединившись с Абагой, сыном Хулагу, перешли Терек и захватили лагерь и обозы войск Ногая. Берке организовал контрнаступление, и 13 января 1263 года на берегу Терека состоялась битва. Хулагуидская армия потерпела поражение, причём множество воинов при отступлении провалилось сквозь тонкий лёд реки. Потери с обеих сторон были так велики, что Берке, согласно Ибн Василу, воскликнул: «Да посрамит Аллах Халавуна этого, погубившего монголов мечами монголов. Если бы мы действовали сообща, то мы покорили бы всю землю.» Войско Берке, пройдя за Дербент, вскоре отступило обратно на север. В то же время, Хулагу, вернувшись в свою столицу Тебриз, занялся приготовлениями к продолжению войны. Среди прочего, он приказал казнить всех ордынских купцов-уртаков, занимавшихся в Тебризе торговыми операциями, а их имущество конфисковать. Берке ответил казнью персидских купцов, торговавших в его владениях.

## Смерть и погребение

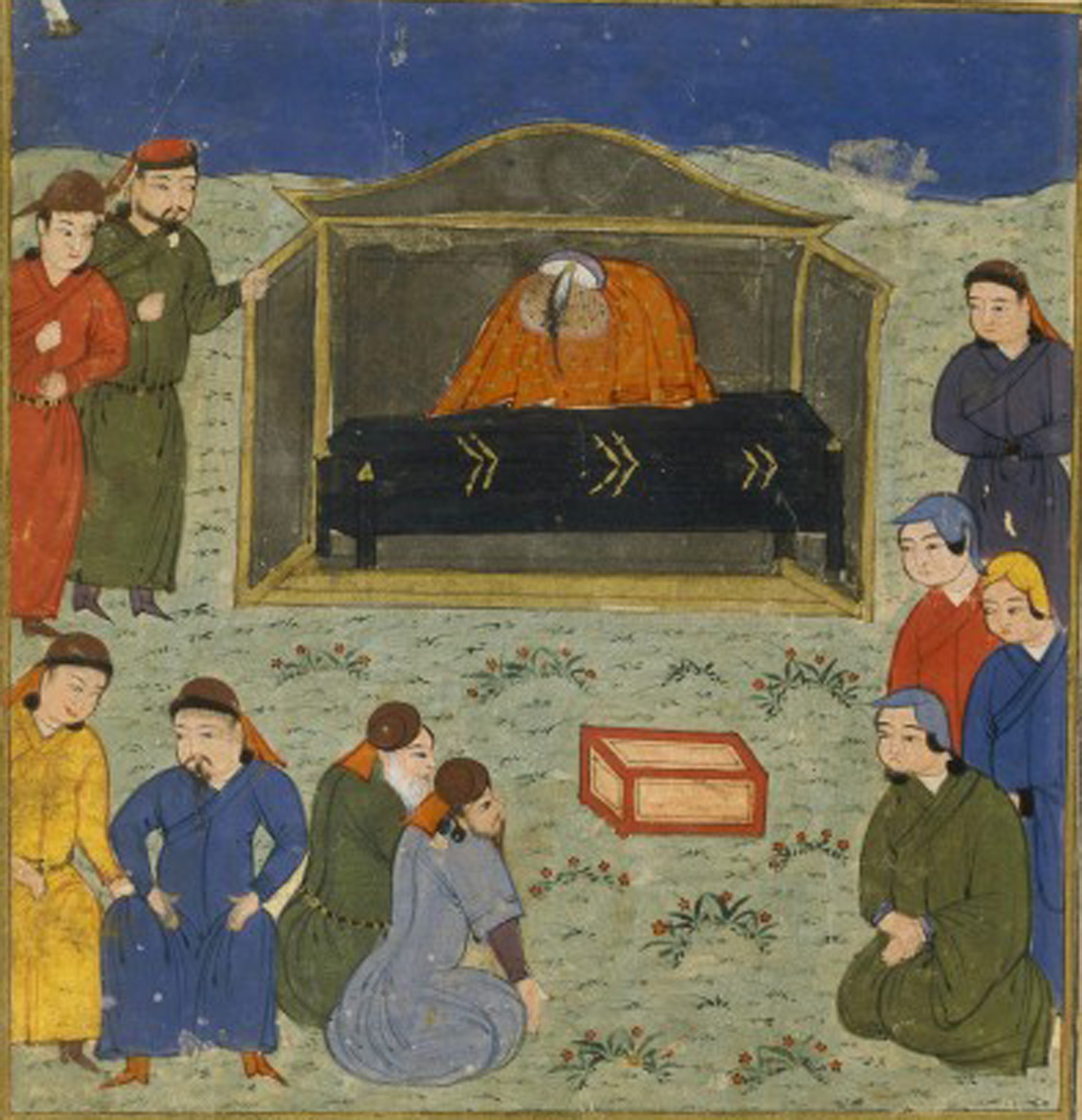
Обряд оплакивания в ставке Хулагу. Миниатюра из рукописи Джами ат-таварих, XIV век

В январе 1265 года Хулагу заболел, и китайские лекари не смогли помочь ему. Ильхан скончался 8 февраля 1265 года в местности на берегу реки Джагату. Был похоронен в построенной или восстановленной им крепости Тала (мыс Маркутдаг острова Шахи в северной части оз. Урмия; по Рашид ад-Дину, «на горе Шаху, что напротив Диххарегана»). По сведениям Вассафа, в его могилу наряду с награбленными в военных походах ценностями были положены молодые девушки. При похоронах последующих хулагуидов человеческие жертвоприношения не зафиксированы. Место погребения Хулагу было объявлено заповедным (хориг), предназначенным лишь под кладбище членов ханского рода. В 1282 году там похоронили сыновей Хулагу — Абагу и Менгу-Тимура. По египетским источникам, в 681 г. х./1282—1283 г. крепость обрушилась и вместе со всеми сокровищами утонула в озере; в персидских источниках о подобной катастрофе ничего не сообщается.

## Религиозные взгляды
Сомнительно, чтобы Хулагу питал стремление принять христианство, но его симпатии к христианам, по крайней мере к некоторым, очевидны: несторианами были старшая жена Хулагу Докуз-хатун и лучший полководец Китбука. Известно, однако, что вопреки желанию Докуз, Хулагу интересовался буддийскими верованиями.

## Жёны и дети
У Хулагу было четырнадцать сыновей и семь дочерей.
- Сыновья

1. Абага, родился в Монголии от Йисунджин-хатун и прибыл в Иран вместе с отцом, после смерти которого наследовал власть.
2. Джумукур, родился в Монголии от Гуюк-хатун спустя месяц после рождения Абаги.
3. Юшумут, мать его была наложницей из ставки Кутуй-хатун по имени Нокаджин-эгэчи.
4. Текшин, от Кутуй-хатун.
5. Тарагай, родился в Монголии от наложницы по имени Боракчин из ставки Кутуй-хатун.
6. Тубшин, родившийся от Нокаджин, матери Юшумута.
7. Текудер, от Кутуй-хатун.
8. Аджай, мать — наложница по имени Арыкан-эгэчи, дочь Тенгиз-гургена.
9. Конкуртай, мать — наложница Эчучэ-эгэчи, из ставки Докуз-хатун.
10. Йисудер, мать — наложница из ставки Кутуй-хатун.
11. Менгу-Тимур (23 октября 1256 г. — 26 апреля 1282 г.), от Олджей-хатун.
12. Хуладжу, мать — Иль-эгэчи наложница, из ставки Докуз-хатун.
13. Шибаучи, мать — Иль-эгэчи.
14. Тогай-Тимур, мать — наложница из ставки Кутуй-хатун.

- Дочери

1. Булуган-ага, от Гуюк-хатун. Стала женой Джума-гургена, сына Джучи из рода татар, брата Нукдан-хатун, матери Гайхату, старшей жены Абага-хана.
2. Джемей [?], от Олджей-хатун. После смерти сестры Булуган-ага стала женой Джума-гургена.
3. Менглукан, от Олджей-хатун; её отдали за Чакар-гургена, сына Бука-Тимура из рода ойрат.
4. Тудугеч, мать — наложница из ставки Докуз-хатун.
5. Тарагай, от Арыкан-эгэчи.
6. Кутлукан, от Менгли-Кач-эгэчи.
7. Баба, от Олджей-хатун.